# 18132 Spector
18132 Spector (2000 ON9) là một tiểu hành tinh vành đai chính được phát hiện ngày 30 tháng 7 năm 2000 bởi J. Broughton ở Reedy Creek Observatory.